# Cumella scabera
Cumella scabera är en kräftdjursart som beskrevs av Gamo 1962. Cumella scabera ingår i släktet Cumella och familjen Nannastacidae. Inga underarter finns listade i Catalogue of Life.